# 椎名優
椎名優，插畫家、漫畫家，擅長CG作畫，富有透明感和幻想元素的唯美畫風為讀者和商業界稱道，主要作品為季刊《電擊HP》、月刊《DRAGON MAGAZINE》等小說雜誌和富士見書房出版社的小說繪製封面及插畫。1999年在《電擊HP》上推出個人企劃《椎名優的插畫故事 中華幻想見聞錄》的連載，以富有異域風情的幻想故事獲得讀者的支援，2002年在《電擊HP SPECIAL》上首次發表漫畫作品《BOGY HUNTER 野獸的咆哮》，此外還在2005~2006年為遊戲「英雄傳說系列」新作的PC、PSP版擔任了包裝設定及插畫繪製工作。

## 簡歷
從小學高年級開始認真繪畫，在高中時，他張貼在插圖競賽中。 在一家遊戲公司工作，負責プリクラ大作戦（1996年）的人物設計。1998年，他榮獲第五屆登基遊戲插圖獎金獎，這是一部為期兩個月的插圖《自然調律師》。2008年在插畫家類別中獲得了第28名。

## 主要作品

#### 漫畫系列
- 天球綺譚（發售日 2002年3月25日，發行：株式會社角川書店）
- 幻燈庭園（發售日 2002年12月20日，發行：株式會社角川書店）
- 硝化の聲（發售日 2004年10月20日，發行：富士見書房）

#### 畫冊集
- 《中華的幻想見聞錄》

#### 作品插畫
- 《ANGEL· HOWLING》（原作：秋田禎信）
- 《花束贈與月亮和你》（原作：志村一矢）
- 《貓的地球儀》（原作：秋山瑞人）
- 《薺菜公主SOS》（原作：阿智太郎）
- 《紅牙RUBYWOLF》（紅牙的露比渥芙）（原作：淡路帆希）
- 《重啟咲良田》（原作：河野裕）
- 《小書痴的下剋上》（原作：香月美夜）

#### 遊戲
- 《英雄傳說》系列宣傳畫
- 《空之軌跡》系列宣傳畫

## 外部鏈接
- 椎名優的網站-當前的官方網站
- Tenkyudo Pictorial，存于-以前的官方網站